# Система управления отходами
Система управления отходами — это комплекс мероприятий по сбору, транспортировке, переработке, вторичному использованию или утилизации мусора, а также контроль за данными процессами. В данном случае под отходами обычно понимается те отходы, которые появляются в результате человеческой деятельности. Данная система управления нацелена на снижение вредоносного влияния отходов на здоровье человека, на окружающую среду, по причинам экономического характера в связи с возможностью вторичного использования большей части отходов, а также по эстетическим причинам.
Процесс внедрения системы был начат в 1986 году. Благодаря ей появилась возможность вырабатывать сырьё из отходов. Под переработку попадают вещества твёрдой, жидкой и газообразной консистенции с разработкой различных методов их утилизации и областей дальнейшего их применения. По-разному смотрят на систему управления отходами в развитых и развивающихся странах, городской и сельской местностях, жилых и промышленных зонах. За утилизацию нетоксичных отходов в жилых и административных секторах несут ответственность местные власти, в секторах коммерческой и промышленной деятельности ответственны сами организации.

## Способы

### Утилизация отходов

#### Свалки
Вывоз мусора на свалку подразумевает захоронение отходов, что является обычной практикой для многих стран. Свалки обычно появляются на месте заброшенных или уже неиспользуемых карьеров, шахт и котлованов. Правильно спроектированная и грамотно управляемая свалка соответствует всем нормам гигиены и является относительно не дорогостоящим методом утилизации отходов. Заброшенные, неправильно спроектированные и плохо управляемые свалки могут стать угрозой для окружающей среды: летящий во все стороны мусор, различные вредители и паразиты и, наконец, сточные воды. Ещё одной распространенной проблемой свалок является газ (имеющий в своем составе метан и углекислый газ), выделяющийся в результате анаэробного разложения органических отходов. Газ источает зловонный запах, уничтожает всю растительность на поверхности и способствует образованию парникового эффекта.
Проекты по улучшению состояния современных свалок включают в себя также разработку специальных резервуаров для сточных вод, обнесенных облицовочным материалом из глины или пластика. Для увеличения устойчивости и плотности мусора его прессуют, а после герметизируют, чтобы предотвратить появление вредителей (например, мышей или крыс). Многие свалки оборудованы системами вытяжек для отбора выделяющего там газа. Газ выкачивается посредством перфорированных труб и используется в дальнейшем в газовых двигателях для выработки электроэнергии.

#### Сжигание
Ещё один способ утилизации отходов — сжигание. Сжигание мусора и другие способы обработки отходов с использованием высоких температур известны под термином «термальная обработка». В мусоросжигательных печах из отходов получают тепло, газ, пар и пепел.
Сжигание проводится как в малых масштабах (частными лицами), так и в крупных (промышленными предприятиями). Метод используется для утилизации твердых, жидких и газообразных, а также некоторых видов опасных отходов (например, медицинских). Однако метод вызывает довольно таки много споров, так как в результате сжигания происходит выброс веществ, загрязняющих окружающую среду.
Метод сжигания мусора наиболее распространен в таких странах, как Япония, вследствие нехватки там свободной земли. Для организации свалок требуется гораздо больше территорий. Отходы в энергию (WtE) или энергия из отходов (EfW) — это общепринятые термины для характеристики мест, где мусор сжигают в специальных печах или котлах для выработки тепла, пара и/или электричества. Сжигание в печах не дает полной уверенности в том, что опасные вещества полностью уничтожаются, в связи с чем следует рассмотреть вопрос о предотвращении выделения в атмосферу загрязняющих микрочастиц. Особое беспокойство вызывают очень стойкие органические соединения — диоксины, которые, возможно, образуются в процессе сжигания мусора и могут привести к серьёзным последствиям для окружающей среды местности, находящейся в непосредственной близости от места сжигания. С другой стороны, метод дает возможность вырабатывать тепло, необходимое для электроэнергии.

### Переработка отходов
Хлорвинил, полиэтилен низкой плотности, полипропилен и источники питания так же поддаются переработке, хотя они обычно и не сортируются. Это вещества однородной консистенции, что дает возможность легко вырабатывать из них новые материалы. Переработка многокомпонентных предметов (например, компьютеры и другое электрооборудование) довольно затруднительна, вследствие необходимого их демонтажа и сепарации.

#### Биологическая переработка отходов
Органические по своей природе отходы (отходы растительного или пищевого происхождения, макулатура) возможно перерабатывать посредством биологического компостирования и перегнивания. Получающееся в результате органическое вещество в дальнейшем используется в садоводстве и сельском хозяйстве как перегной или компост. Кроме того, выделяющийся в процессе перегнивания газ (например, метан) накапливается и затем используется для выработки электричества. Функция биологической переработки в системе управления отходами заключается в осуществлении контроля и ускорения естественного процесса разложения органических веществ.
Существует множество различных способов и технологий биологической переработки, начиная с небольших куч удобрений возле дома до переработки в специальных герметичных емкостях бытовых отходов в промышленном масштабе. Методы биологического перегнивания делят в основном на два типа: аэробный и анаэробный, хотя существуют и смешанные типы.
Одна из программ в рамках системы управления отходами посредством биологической переработки — программа «Зеленый контейнер», проводимая в Торонто, Канада, и призывающая бытовые органические отходы (например, отходы пищевого и растительного происхождения) сортировать по отдельным контейнерам для упрощения их дальнейшей переработки.

#### Получение электроэнергии
Энергосодержащие отходы можно использовать сразу без какой-либо переработки в качестве топлива для двигателей или, переработав их, в виде любого другого вида топлива. Обработка отходов посредством использования высоких температур позволяет использовать отходы как источник топлива как для приготовления пищи и отопления помещений, так и для обеспечения работы котлов, с помощью которых вырабатывается пар и электроэнергия для турбин. Пиролиз и газификация — две формы переработки отходов при высокой температуре с ограниченным доступом кислорода. Эти процессы происходят в герметичной ёмкости под высоким давлением. В процессе пиролиза твердых отходов получают твердые, жидкие и газообразные вещества. При сжигании полученных жидких и газообразных веществ можно вырабатывать энергию, а при их переработке получать другие необходимые материалы. При дальнейшем очищении твердого остатка (кокса) получают такие вещества, как активированный уголь. Обычную и плазменнодуговую газификацию используют для прямой переработки органических веществ в синтетический газ, в состав которого входят моноксид углерода и водород. При сжигании газа вырабатывают электричество и пар.

### Предотвращение накопления отходов
Один из главных методов системы управления отходами — предотвращение накопления отходов. Сюда входит вторичное использование различных предметов, ремонт поврежденного оборудования вместо покупки нового, изготовление изделий многократного использования (например, тряпичные пакеты для продуктов взамен полиэтиленовых), пропаганда многоразовых предметов обихода (например, одноразовые столовые приборы), очищение от пищевых остатков банок, пакетов и т. д. и разработка изделий, требующих для их изготовления меньше сырьевого материала (например, использование более легких банок для напитков).

## Сбор и транспортировка отходов
В разных странах и регионах методы сбора отходов сильно отличаются. Службы сбора отходов зачастую находятся в ведомстве местных властей либо частных организаций. В некоторых регионах, в частности в развивающихся странах, не существует официальной службы сбора отходов . Примеры существующих систем обработки отходов:
- В Австралии уборка мусора с тротуаров является одним из методов утилизации отходов. У каждого дома, расположенного в городском секторе, есть три контейнера: один для перерабатываемых отходов, второй для прочего мусора и, наконец, третий для садовых отходов, который предоставляется при необходимости местным муниципалитетом. Также у многих домов есть контейнер для компоста, но он не предоставляется муниципалитетом. Чтобы люди подходили к переработке мусора с большей ответственностью, муниципальные власти предоставляют для перерабатываемых отходов контейнеры больше по размеру, чем для прочего мусора. Отходы же муниципальных и коммерческих организаций и промышленных предприятий, а также строительный мусор в основном вывозятся на свалки, и лишь некоторая их часть идет на переработку. Бытовые отходы сортируются следующим образом: перерабатываемые идут на производство новых материалов, прочие вывозятся на свалки. Согласно данным АВС (одна из трех крупнейших телерадиовещательных компаний США) процент перерабатываемых отходов довольно высок и на настоящий момент все ещё растет. Так, проведенное в 2003 году исследование показало, что из 99 % из опрошенных семей отдают свои отходы на дальнейшую переработку или вторичное использование, тогда как в 1992 году этот коэффициент составлял 82 %. Это дает основание предполагать, что австралийцы стремятся сократить число свалок или вообще прекратить их существование, отправляя все отходы на переработку. Так, за период 2002-03 на переработку было отправлено 30 % отходов муниципальных организаций, 44 % отходов коммерческих и промышленных предприятий и 57 % составлял строительный мусор. В Австралии также из отходов вырабатывают энергию: газ, выделяющийся на свалках, идет на получение топлива и выработку электроэнергии. Правительство не ограничивает в объеме производимых отходов ни промышленные предприятия, ни отдельно семьи.
- В Европе и некоторых других странах многие пользуются услугами частной службы уборки мусора «Envac», которая собирает отходы через подземные трубопроводы посредством вакуумной системы.
- В Канаде наиболее распространенным методом утилизации мусора в городском секторе является его сбор с тротуаров, где его размещают в контейнерах. Отходы сортируются на перерабатываемые и органические, затем вывозятся согласно расписанию. Жители сельской местности вывозят мусор на специальные перевалочные станции, откуда он направляется на местные свалки.
- В Китае муниципальные власти города Тайбэй ограничили объем производимых отходов и промышленные предприятия, и отдельно семьи. Мусор вывозится только в том случае, если он упакован в пакеты с правительственной маркировкой. Такая политика привела к значительному сокращению объемов отходов, а также повысила уровень переработки отходов.

## Технологии
Традиционно в системе управления отходами редко используют новые технологии, например, такие как технология радиочастотной идентификации (RFID), GPS, различные компьютерные программы по автоматическому сбору данных и их обработке.
- В настоящее время технологии типа RFID используются для сбора информации по вывозу мусора из контейнеров на тротуарах города. Данные необходимы для разработки нового типа контейнеров для перерабатываемых отходов и пр.
- Преимущества использования системы GPS очевидны при оценке эффективности вывоза уже рассортированного по контейнерам мусора, производящегося по договорённости со службой уборки мусора.
- Специальные компьютерные программы используются при получении информации, необходимой для оптимизации процесса сбора мусора.

## Концепции системы управления отходами
Существует множество концепций системы управления отходами, которые отличаются в зависимости от страны или региона. Вот некоторые общепринятые термины:
- Иерархия управления отходами основывается на трёх принципах: утилизация, вторичное использование и переработка, что лежит в основе классификации разрабатываемых стратегий по сокращению до минимума отходов. Однако, такой принцип классификации до сих пор остаётся краеугольным камнем в данном вопросе. Цель иерархии — извлечь максимальной практической пользы из потребляемого продукта при минимальном получении отходов.
- Расширение сфер ответственности производителя — стратегия, разработанная для включения в рыночную цену продукта затрат, необходимых на протяжении всего срока его эксплуатации (включая расходы на его утилизацию). Концепция подразумевает собой возложение на производителя полной ответственности за весь жизненный цикл продукта и его упаковочный материал. Следовательно, фирмы, которые производят, импортируют и/или продают данный вид товара, также несут ответственность за него по истечении срока эксплуатации.
- Принцип «загрязняешь — плати» — стратегия, предусматривающая возмещение причиненного вреда окружающей среде. В рамках проводимых мероприятий по управлению отходами производитель обязан оплачивать расходы на утилизацию собственных отходов.

## Просвещение и пропаганда
Просвещение и пропаганда в рамках системы управления отходами являются одними из наиболее важных вопросов в перспективе системы управления ресурсами. Таллуарская декларация по достижению устойчивого развития, где обсуждается вопрос небывалого размаха и скорости распространения загрязнения окружающей среды, резкое ухудшение её состояния и истощение природных ресурсов. Загрязнение воздуха в региональном и мировом масштабе, накопление и распространение токсичных отходов, уничтожение лесов и сокращение их территорий, истощение почвенных и водных ресурсов, озоновые дыры и выделение газов, вызывающих парниковый эффект — все это угрожает самому существованию человека и тысячам видам живых существ, целостности планеты и её биоразнообразию, безопасности всех народов и наследию будущих поколений. Несколько крупных университетов ратифицировали Декларацию Таллуар. Под её эгидой они проводят программы, включающие в себя систему управления отходами и мероприятия защите окружающей среды. Одна из них — проект «Университетское управление отходами». Пропаганда университетского и профессионального образования в данной области проводится при поддержке различных международных организаций (например, Waste Management Industry Training & Advisor Board (WAMITAB) и Chartered Institution of Wastes Management). Во многих супермаркетах покупателям предлагается сдавать использованные контейнеры в специальные автоматы и получать деньги за их переработку. Подобные автоматы выпускают фирмы Tomra и Envipco.